# Зельонтково (Великопольське воєводство)
Зельонтково (пол. Zielątkowo, нім. Treskowhof) — село в Польщі, у гміні Сухий Ляс Познанського повіту Великопольського воєводства.
Населення — 474 особи (2011).
У 1975-1998 роках село належало до Познанського воєводства.

## Демографія
Демографічна структура станом на 31 березня 2011 року:
|          | Загалом | Допрацездатний вік | Працездатний вік | Постпрацездатний вік |
| -------- | ------- | ------------------ | ---------------- | -------------------- |
| Чоловіки | 240     | 73                 | 152              | 15                   |
| Жінки    | 234     | 49                 | 151              | 34                   |
| Разом    | 474     | 122                | 303              | 49                   |